# Delahaye Type 56
Der Delahaye Type 56 ist ein frühes Nutzfahrzeug-Modell. Hersteller war Automobiles Delahaye in Frankreich.

## Beschreibung
Die mittelschweren Fahrzeuge standen zwischen 1911 und 1913 im Sortiment. Die Nutzlast betrug 1,4 Tonnen. Zum Vergleich hatte der kleinere Delahaye Type 55 900 kg Nutzlast, der Delahaye Type 52 je nach Ausführung 800 kg oder 1200 kg Nutzlast und der größere Delahaye Type 53 2,25 Tonnen Nutzlast. Der Vierzylindermotor hatte eine Bohrung von 85 und einen Hub von 130 mm, woraus sich ein Hubraum von 2951 cm³ errechnet. Der Radstand betrug 3,19 m. Die Höchstleistung wurde bei 1400/min erreicht. Das Fahrzeug hatte Reifen der Größe 920×120.
Es gab Type 56 C als Lastkraftwagen und Type 56 OM als Omnibus. Der Motor leistet 20 PS. Einige Exemplare des Lastwagens gingen 1915 an die französische Armee.
Der Omnibus hat zehn Sitzplätze.